# Trazimensko jezero
Trazimensko jezero (talijanski: Lago Trasimeno) je najveće jezero na Apeninskom poluotoku s površinom od 128 km², malo manje od jezera Como. Rijeka Tiber teče nekih tridesetak kilometara istočno od jezera, ali jezero i rijeka su odvojeni brežuljcima. U jezero i iz jezera ne teče nijedan važniji vodotok, a razina vode se tijekom godine mijenja u skladu s kišnicom i potražnjom vode iz obližnjih gradova, sela i farma. Na jezeru se nalaze tri otoka: Isola Polvese, Isola Minore i jedini naseljen Isola Maggiore. 

## Vanjske poveznice
- Lago Trasimeno  Arhivirana inačica izvorne stranice od 29. listopada 2007. (Wayback Machine)